# Mașină hidraulică
Mașinile hidraulice sunt sisteme tehnice alcătuite din organe de mașini rigide cu mișcări relative determinate, care transformă energia hidraulică în energie mecanică, energia mecanică în energie hidraulică sau o energie mecanică în altă energie mecanică prin intermediul energiei hidraulice.
Această transformare se efectuează prin intermediul unui lichid, care poate fi apă sau ulei.
După modul de transformare a energiei, mașinile hidraulice se clasifică în:
- mașini de forță sau motoare hidraulice: transformă energia hidraulică în energie mecanică (cele mai importante fiind turbinele);
- mașini de lucru sau generatoare: transformă energia mecanică în energie hidraulică (pompe, ventilatoare, compresoare);
- transformatoare: transformă o formă de energie mecanică în altă formă de energie mecanică prin intermediul energiei hidraulice (cuple, ambreiaje).